# Johann Baptist Martinelli
Johann Baptist Martinelli (* Februar 1701 in Wien; † 21. Juni 1754 ebenda) war ein österreichischer Baumeister und Architekt.

## Leben
Bereits sein Vater Franz Martinelli aus Morcote arbeitete in Wien als Architekt.
Johann Baptist Martinelli nahm mehrere Architekturaufträge an, viele als Mitarbeiter seines Bruders Anton Erhard Martinelli. Er beteiligte sich am Bau der Großweikersdorfer Pfarrkirche, der griechisch-katholischen Kathedrale von Blaj und der Kirche in Dunaalmás. Johann Baptist Martinelli arbeitete auch an mehreren Schlössern; das wichtigste dieser ist das Schloss des Grafen Anton I. Brunswick in Dolná Krupá.

## Belege
1. ↑  Marius Porumb: Catedrala Sfânta Treime din Blaj la 1751, în: Acta Musei Napocensis, Nr. 32 (1995), S. 353–357.